# Дашт-е Сар (дегестан)
Дашт-е Сар (перс. دشت سر) — дегестан в Ірані, у бахші Дабудашт, в шагрестані Амоль остану Мазендеран. За даними перепису 2006 року, його населення становило 35795 осіб, які проживали у складі 9263 сімей.

## Населені пункти
До складу дегестану входять такі населені пункти:
- Аганґар-Кола
- Аллах-Кадж
- Араб-Хейль
- Багбан-Кола
- Белейран
- Буран
- Воста-Кола
- Гарун-Кола
- Генду-Кола
- Ґоль-Мазар
- Давуд-Кола
- Еджбар-Кола
- Заварак
- Калье-Кеш
- Кальян-Кола
- Комдарре
- Магді-Хейль
- Мазрес
- Мілє
- Моаллем-Кола
- Могаммадабад
- Наджар-Магаллє
- Нафар-Хейль
- Незамабад
- Новабад
- Нов-Дех
- Паша-Кола
- Ростамдар-Магаллє
- Сагне-Кола
- Салар-Магаллє
- Сорх-Кола
- Тамаск
- Тір-Кола
- Фіруз-Кола-є Воста
- Фіруз-Кола-є Олья
- Фіруз-Кола-є Софла
- Харман-Кола
- Хуні-Сар
- Чанґ-Міян
- Шад-Магаль